# Проблема вагонетки

П'ять варіантів проблеми вагонетки. Зліва направо: «стрілка», «товста людина», «товстий злодій», «додаткова колія (кільце)», «людина у дворі»

Проблема вагонетки — це уявний експеримент в етиці, вперше запропонований Філіппою Фут в 1967 році,, який також досконально вивчався Джудіт Джарвіс Томсон, Пітером Унгером, та Франсіс Камм.
Поза межами традиційної філософської дискусії, проблема вагонетки є важливою у когнітивній науці та, віднедавна, у нейроетиці. Вона також була предметом багатьох телешоу, присвячених людській психології.
Загальний опис проблеми такий:
Вагонетка втратила керування і мчить по залізничній колії. Попереду на колії прив'язані і знерухомлені п'ятеро людей, і вагонетка мчить просто на них. Ви стоїте на якійсь відстані від подій, біля стрілки. Якщо Ви натиснете на стрілку, вагонетка поїде по іншій колії. Однак, Ви помічаєте, що на іншій колії прив'язана одна людина. У Вас немає можливості управляти стрілкою так, щоб змінити напрям вагонетки без втрати життя (наприклад, тримаючи стрілку у середній позиції так, щоб вагонетка застрягла між двома коліями, або натиснувши на стрілку, коли передні колеса проїхали поворот, а задні — ні). У Вас є всього два варіанти: (1) Нічого не робити, і вагонетка вб'є п'ятьох на основній колії. (2) Натиснути на стрілку, і вагонетка піде по бічній колії, і вб'є одну людину. Який вибір правильний?

## Огляд
Оригінальне формулювання проблеми, здійснене Фут, було таким:
Уявіть, що до судді або магістрату прийшли протестувальники, які вимагають, щоб винуватця певного злочину знайшли і визнали винним, інакше вони самостійно здійснять криваву помсту щодо певної частини громадськості. Оскільки справжній винуватець невідомий, суддя вважає, що він може запобігти кровопролиттю лише підставивши невинну людину та засудивши її до страти. Або інший приклад: пілот, чий літак ось-ось впаде на землю, вирішує направити його на більш чи менш населену територію. Для проведення якнайближчої паралелі, припустімо, що він є водієм некерованого трамваю, який він може направити лише по одній чи іншій вузькій колії; п'ять людей працюють на одній колії і один на іншій; якою б колією він не поїхав, люди на цій колії загинуть. У випадку з протестом, натовп має п'ять заручників, тому в обох випадках обмін буде одне життя за п'ять життів.
Утилітарний погляд вимагає спрямувати трамвай на колію з однією людиною. Відповідно до простого утилітарізму, таке рішення буде не лише дозволеним, а й, з морального погляду, кращим варіантом (інший варіант — відсутність дії). Альтернативна точка зору така: оскільки в цій ситуації вже є моральна несправедливість, перехід на іншу колію передбачає участь людини у цій моральній несправедливості, і вона стає частково відповідальною за смерть, а при бездіяльності ніхто не буде відповідальний. Противник дії може також вказати на несумірність людського життя. Відповідно до деяких інтерпретацій морального обов'язку, сама присутність у такій ситуації та можливість на неї вплинути створює обов'язок це зробити. Якщо це так, рішення нічого не робити буде вважатись аморальним, якщо людина цінує життя п'ятьох вище за одне.

## Пов'язані проблеми
Початкова проблема вагонетки стає цікавішою коли порівняти її з іншими моральними дилемами.

### Товста людина
Одна з них була запропонована Джудіт Джарвіс Томсон:
Як і раніше, вагонетка мчить по колії у напрямку п'ятьох людей. Ви стоїте на мосту, під яким вона проїде, і Ви можете зупинити її, скинувши на колію перед нею щось важке. Випадково, поруч з Вами на мосту стоїть дуже товста людина; і Ваша єдина можливість зупинити вагонетку — скинути цю людину з мосту на колію, що призведе до загибелі цієї людини, але порятунку п'ятьох. Чи маєте Ви так вчинити?
Такий опис проблеми зустрічає значний опір; більшість людей, які при основному формулюванні погодились на загибель однієї людини для порятунку п'ятьох, у цьому варіанті категорично не погоджуються з цим у другому випадку. Це спричинило спроби науковців знайти відповідні моральні відмінності між двома випадками.
Однією з явних відмінностей є те, що в першому випадку «діяч» не має наміру завдати шкоди будь-кому — завдання шкоди одній людині є лише побічними наслідками переведення вагонетки з однієї колії на іншу якнайдалі від п'ятьох. Однак, у другому випадку, завдання шкоди одній людині є частиною плану порятунку п'ятьох. Шеллі Каган розглядає та врешті-решт відкидає саме цей аргумент у своїй роботі «Межі моральності».
Можна також наполягати, що різниця між двома варіантами в тому, що у другому Ви маєте намір спричинити загибель однієї людини для порятунку п'ятьох, і це неправильно, а у першому у Вас такого наміру немає. Така пропозиція фактично є застосуванням доктрини подвійного наслідку, яка каже, що Ви можете обирати дію з поганими побічними наслідками, але навмисна шкода (навіть задля гарної мети) є неправильною.
Прихильники утилітаризму дії це відкидають, як і деякі не-утилітаристи, як-от Пітер Унгер, який заперечує, що є суттєва моральна різниця між тим, коли Ви завдаєте комусь шкоди або ставите людину на шляху до шкоди. Однак утилітаризм правил може не підтримати такі дії, оскільки може сказати, що підштовхування товстої людини з мосту порушує правило, відповідно до якого слід шукати шляху забезпечити найбільше щастя найбільшій кількості людей.
Інша відмінність у тому, що перший варіант схожий на пілота літака, що втратив керування та ось-ось впаде у густонаселеному районі. Навіть якщо він напевно знає, що загинуть невинні люди, якщо він направить літак у менш населений район — люди, які «тут ні до чого» — він однаково поверне літак без сумнівів. І якщо пожертвувати власним життям для порятунку інших вважається шляхетним, то моральний або законний дозвіл на вбивство невинної людини для порятунку п'яти людей може бути прикладом недостатнього обґрунтування.

### Товстий злодій
Подальший розвиток цього прикладу містить варіант, коли товста людина насправді є тим злодієм, який наразив на небезпеку цих п'ятьох людей. У такому випадку, штовхання злодія, яке спричинить його смерть, особливо для порятунку п'яти невинних людей, здається не лише моральним, але для декого і справедливим, і навіть імперативним. Цей варіант фактично схожий на інший відомий уявний експеримент, сценарій бомби з годинниковим механізмом, який змушує здійснити вибір між двома морально спірними діями. Деякі наукові роботи вважають цей сценарій лише варіантом проблеми вагонетки.

### Варіант з кільцем
Твердження, що неправильно використовувати смерть однієї людини для порятунку п'ятьох, стикається з проблемою у таких варіантах:
Як і раніше, вагонетка мчить по колії в напрямку п'ятьох людей, і Ви можете направити її по іншій колії. Однак в цьому випадку, ця інша колія знову з'єднується з основною, і зміна колії однаково лишає вагонетку на шляху до переїжджання п'ятьох. Однак на бічній колії перебуває одна товста людина, яка, коли її вб'є вагонетка, зупинить цю вагонетку на шляху до п'ятьох. Чи переведете Ви стрілку?
Єдина різниця між цим варіантом та оригінальною проблемою в тому, що був доданий шматок колії, що здається незначною різницею (особливо, якщо вагонетка по цьому шматку однаково не проїде). Отже, якщо в оригінальній проблемі ми вирішили, що можливо або необхідно перевести стрілку, інтуїтивно можна припустити, що відповідь не повинна змінитися. Однак, у цьому випадку смерть однієї людини є насправді частиною плану порятунку п'ятьох.
Варіант з кільцем може бути не фатальним для аргументу «використання людини як засобу». Таке припущення було зроблено М.Коста у його статті 1987 року «Ще одна поїздка на вагонетці», в якій він зазначає, що якщо ми нічого не зробимо у цьому сценарії, фактично ми дозволимо п'ятьом стати засобом для порятунку одного. Якщо ми нічого не вдіємо, тоді зіткнення вагонетки з п'ятьма уповільнить її та завадить їй здійснити коло та вбити одного. Оскільки в будь-якому випадку, хтось стане засобом для порятунку когось іншого, ми маємо право підрахувати кількість. Цей підхід вимагає зменшення ваги моральної різниці між дією та дозволом на дію.
Однак, такі судження вже не можуть бути застосовані, якщо до розташування закільцьованої колії внесені такі невеликі зміни, які означають, що одна особа ніколи не є у небезпеці, навіть за відсутності п'ятьох. Або навіть без зміни колії, якщо ця одна особа перебуває у вищій точці колії, а п'ять — у нижчій, і вагонетка не дістане одного. Тому питання не отримало відповіді.
Навіть у ситуації, коли люди не прив'язані до колії якимсь злочинцем, а просто перебувають на ній і немає можливості їх попередити, неконтрольована вагонетка схожа на неконтрольований літак. Помруть 5 чи 500 або 1 чи 100 людей у результаті нещасного випадку, що вже триває, і важливо мінімізувати втрату життів, не зважаючи на те, що оці 1 чи 100 фактично «використовуються» для порятунку 5 чи 500. Сотня людей (та їхнє майно) у менш населеному районі фактично зупиняють літак. Відповідальність за це лежить на кримінальній недбалості, яка спричинила сам нещасний випадок (падіння літака).

### Трансплантація
Альтернативний варіант, запропонований Джудіт Джарвіс Томсон, містить схожі цифри та результати, але без вагонетки:
Геніальний хірург-трансплантолог має п'ятьох пацієнтів, кожен з яких потребує трансплантації різного органу, без пересадки якого кожен з них помре. На жаль, для здійснення жодної пересадки немає доступних органів. Здоровий молодий турист, зупинившись у місті, в якому працює хірург, приходить на рутинний медогляд. Під час медогляду, хірург дізнається, що органи туриста сумісні з усіма п'ятьма його присмертними пацієнтами. Уявіть також, що якщо турист зникне, хірурга ніхто не запідозрить.

### Людина у дворі
Пітер Унгер заперечує традиційні не-утилітарні відповіді на проблему вагонетки. Ось один з його прикладів:
Як і раніше, вагонетка мчить по колії у напрямку п'ятьох людей. Ви можете змінити її шлях, спрямувавши на зіткнення з нею іншу вагонетку. Але якщо Ви так зробите, обидві зійдуть з колії та скотяться вниз по пагорбу у двір, в якому спить людина в гамаку. Вона загине. Чи слід Вам діяти?
Відповіді на цю проблему частково залежать, чи стикався вже респондент з стандартною проблемою вагонетки (оскільки є бажання бути постійним у відповідях), однак Унгер зазначає, що ті, що не стикалися з такими проблемами, в цьому випадку швидше за все скажуть, що діяти — неправильно.
Тому Унгер вважає, що різні відповіді на такі проблеми більше засновані на психології, а не на етиці — на його думку, у цьому новому формулюванні єдиною різницею є те, що людина у дворі не здається особливо «причетною» до подій. Унгер вважає, що тому люди вірять, що людина у дворі не є «законним учасником», однак вважає, що така відсутність її участі в цьому сценарії не створює моральної різниці.
Унгер також розмірковує над проблемами, складнішими за стандартну проблему вагонетки, які містять більш ніж два наслідки. В одній такій проблемі можливо зробити щось, що (a) врятує п'ятьох, вбивши чотирьох (пасажири одної або більше вагонеток та/або людина, що спить у гамаку), (b) врятувати п'ять та вбити трьох, (c) врятувати п'ятьох та вбити двох, (d) врятувати п'ятьох та вбити одного, або (e) нічого не робити та дозволити померти п'ятьом. Найбільш наївні люди, яких запитають вирішення такої проблеми, за твердженням Унгера, оберуть варіант (d), врятувати п'ятьох, вбивши одного, навіть якщо такий вибір вимагає зробити щось дуже схоже на убивство товстої людини, як описано у варіанті Томсон вище.
Цей сценарій має схожість з тим фактом, що коли здійснюється злочин і хтось викликає поліцію; навіть якщо добре відомо заздалегідь, що виклик поліції щорічно викликає смерті пішоходів та водіїв внаслідок аварій, дуже мало людей хочуть розпуску поліції для того, щоб забезпечити відсутність загибелі невинних людей по дорозі поліції до місця злочину. У випадку, коли «п'ять» не «замкнені» на місці злочину, однаково це підпадає під варіант направлення літака, що падає, у менш населений район.

### Небезпечне щеплення
Якщо ви не щепите свою дитину від хвороби, то з певною ймовірністю вона заразить інших дітей і помре чи стане калікою. Заражені діти теж помруть. Якщо ж ви щепите свою дитину, то з певною ймовірністю дитина зазнає неприємних наслідків від побічних дій вакцини, найгіршим з яких теж може бути смерть. Який вибір правильний?

## Когнітивні науки
Проблема вагонетки була вперше систематично імпортована з філософії до когнітивних наук вченими Хаузером, Мікаїлом з колегами. Вони запропонували гіпотезу, що такі фактори як стать, вік, рівень освіти та культурне підґрунтя мають невеликий вплив на судження людей, частково через те, що такі судження створюються підсвідомою «моральною граматикою», яка в певних аспектах є аналогічною до підсвідомих лінгвістичних граматик, які на думку філософа та лінгвіста Ноама Чомскі та його колег підтримують звичайне використання мови (ця думка щодо мови сильно критикувалася Деном Евереттом, а також Евансом та Левінсоном.) Зокрема, дані у публікації Хаузером, Мікаїлом з колегами 2007 року містять лише 33 людини, які зростали не в англомовній системі навчання. Основний автор, Марк Хаузер, 8 разів штрафувався своїм тодішнім роботодавцем, Гарвардським університетом, за серйозні порушення правил досліджень та фальсифікацію даних, що не дозволяє сприймати будь-які дані його досліджень як надійні. Пізніші крос-культурні дослідження показали багато контрприкладів до ідеї 'Універсальної моральної граматики'.

## Нейроетика
Застосовуючи підходи нейроетики до проблеми вагонетки, психолог Джошуа Грін під керівництвом Джонатана Коена вирішив вивчити реакцію мозку на моральні та етичні головоломки шляхом використання функціонального МРТ. У своїх відоміших експериментах, Грін та Коен аналізували реакції піддослідних на моральність відповідей як у варіанті проблеми вагонетки зі стрілкою, так і у варіанті з пішохідним мостом, аналогічному до варіанту проблеми вагонетки з товстою людиною. Згідно з їхньою гіпотезою, коли людина стикається з такими конфліктами, це викликає одночасно і сильну емоційну реакцію, і розсудливу когнітивну реакцію, які часто суперечать одна одній. За результатами функціонального МРТ, вони виявили, що ситуації, які провокують сильну емоційну реакцію, такі як варіант з товстою людиною, показують значно вищу активність мозку у тих його ділянках, які асоціюються з конфліктом реакції. Водночас, конфліктно-нейтральніші сценарії, такі як відносно неемоційний варіант зі стрілкою, дають більше активності у ділянках мозку, які асоціюються з вищими когнітивними функціями. Таким чином, звертання до потенційно етичних ідей крутиться довкола людської здатності до раціонального обґрунтування прийняття моральних рішень.

## Психологія
Проблема вагонетки була предметом багатьох опитувань, за результатами яких близько 90 % респондентів обирали вбити одного та врятувати п'ятьох.
 Коли опис ситуації змінюють таким чином, що той один є родичем або коханим партнером, готовність ним пожертвували значно зменшується.
У 2012 році учасники робили вибір, коли їм на голову був одягнений дисплей, на якому показували віртуальні аватари жертв вагонетки, та надавали реальну симуляцію транспортного засобу, що наближався. В міру наближення ТЗ, віртуальні аватари на його шляху починали кричати аж до зіткнення. Люди, які були більш емоційно збуджені, з меншою ймовірністю «вбивали» одного.

## Погляд професійних філософів
Результати дослідження 2009 року, які було опубліковано в роботі Девіда Бурже та Девіда Чалмерса 2013 року, показують, що у проблемі вагонетки 68 % професійних філософів перевели б стрілку (пожертвували однією людиною для порятунку п'яти життів), 8 % не перевели б стрілку, а 24 % мали інший погляд або не змогли відповісти.

## Як міська легенда
У міській легенді, яка існує принаймні з середини 1960-х, рішення має ухвалити оператор розвідного мосту, який має обрати між аварією пасажирського потягу та життям свого чотирирічного сина. На цю тему було знято чеський короткометражний фільм «Міст» зі схожим сюжетом. Ця версія часто також наводиться як умисна алегорія до віри деяких християн у те, що Бог пожертвував своїм сином, Ісусом Христом.

## Реальний експеримент
В першій серії другого сезону освітнього вебсеріалу Mind Field на каналі Vsauce було показано експеримент на тему варіанту проблеми «Стрілка». Експеримент проводився в спеціально збудованому пункті віддаленого управління колією в повній ізоляції від думки інших людей. На моніторі демонструвався наперед зроблений і змонтований відеозапис, де потяг мчить на п'ятьох робітників, які дивляться в інший бік, а на бічній колії стоїть ще один робітник, який говорить телефоном і також дивиться в інший бік.
З семи піддослідних п'ятеро вирішили не втручатись, мотивуючи це власними причинами (загалом переважала думка, що це не відповідальність піддослідного, а система сама розбереться), а двоє перевели стрілку, мотивуючи це тим, що так буде менше жертв, хоч за словами клінічного психолога, який допомагав з організацією експерименту, було видно, що це рішення вони ухвалювали через силу.